# End-end
『end-end』（エンドエンド）は、2017年1月29日に発売されたLEGO BIG MORLの10枚目のシングルである。

## 収録曲
1. end-end
2. UNIVERSE Sta.